# Lonchothrix emiliae
Lonchothrix emiliae là một loài động vật có vú trong họ Echimyidae, bộ Gặm nhấm. Loài này được Thomas mô tả năm 1920.